# The Sky's The Limit
The Sky's The Limit is de vijfde single van Jason Derülo. Het liedje moest worden uitgebracht op 20 december 2010 maar verscheen een maand eerder, op 15 november 2010. Het behaalde in vele landen de hitlijsten niet. Het liedje werd live gebracht in de Australische versie van X- Factor.
De melodie van het liedje werd eerder al gebruikt in het nummer Flashdance... What a Feeling.

## Videoclip
De videoclip werd gefilmd in september 2010. De première van de clip was op 4 oktober 2010. In de clip is Derülo met verschillende jassen, zonnebrillen en handschoenen te zien. De vrouw die meespeelt in de videoclip is Shay Maria. Zij draagt een zwarte jurk.

## Nummers
Cd
1. "The Sky's the Limit" – 3:45

Download
1. "The Sky's the Limit" – 3:45
2. "The Sky's the Limit" (The Wideboys Radio Remix) - 3:37
3. "The Sky's the Limit" (Wideboys Club Mix) - 7:00
4. "The Sky's the Limit" (Kim Fai Remix) - 6:28
5. "The Sky's the Limit" (Ayo Remix) - 3:25